# فيليس بيكر
فيليس بيكر (بالإنجليزية: Phyllis Baker) هي لاعب كرة قاعدة أمريكية، ولدت في 3 يونيو 1937 في مارشال في الولايات المتحدة، وتوفيت في 11 يوليو 2006 في باتل كريك في الولايات المتحدة.